# 昆布出汁

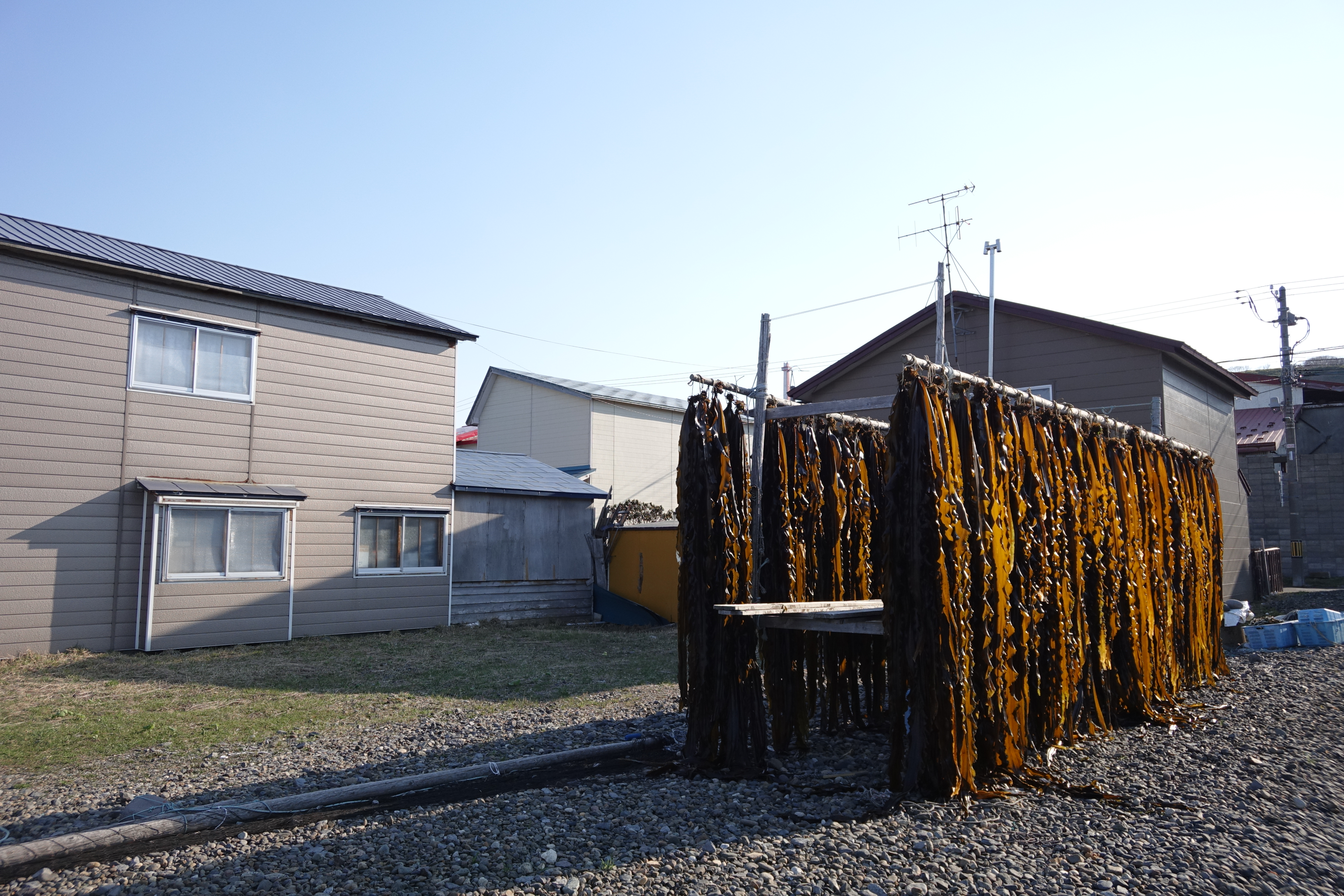
材料となる昆布

昆布出汁（こぶだし）とは昆布から抽出した出汁のことである。グルタミン酸、アスパラギン酸、マンニトールなどのうまみ成分を含み、鍋物、おでん、うどん、味噌汁などの様々な料理に用いられる。鰹出汁などのほかの出汁と合わせて“合わせ出汁”として使われることも多い。

## 出汁昆布と煮込み昆布
昆布には“出汁用の昆布”と“主に煮込み用に用いられる昆布”がある。出汁用の昆布には、真昆布、利尻昆布、羅臼昆布、日高昆布などがある。長昆布、厚葉昆布などは煮込み用の昆布である。煮込み昆布は繊維質が少なく柔らかいが、うまみ成分は繊維の多くてかたい出汁昆布に比べて少ないため、出汁昆布と煮込み昆布は使い分けされることが多い。ただし、出汁昆布を出汁だけとって捨ててしまうのはもったいないので、出汁をとったあとの出汁昆布を煮込んで食べることも多い。

## 出汁の取り方
昆布はしっかり水洗いせずに、表面をさっとふき取って砂などの汚れを落として使用する。しっかり水洗いすると昆布の表面に付着するマンニトールなどのうまみ成分が流れてしまうのでこれを避ける。
出汁の取り方には、冷水に入れて放置する方法、常温の水に入れて１時間放置した後加熱する方法などがあるが、どの方法でうまみが最大に引き出されるかは、昆布の種類や等級によって異なる。日高昆布の場合、１時間放置した後に60℃で抽出する方法が一番うまみ成分グルタミン酸を引き出すことができる。真昆布の場合は、安価なものではどの方法でもうまみ成分グルタミン酸は多くは抽出できないが、その中でも一番多く抽出できるのが冷水で10時間放置する方法、一番少ないのが1時間放置したのち80℃で抽出する方法である。しかし、真昆布の一等品の場合は、1時間放置したのちに80℃で抽出する方法を用いると多くのグルタミン酸を抽出することができる。

## 昆布水
昆布を冷水に入れて長時間放置して取る昆布出汁は昆布水とも呼ばれる。60℃抽出に比べてうまみは多少劣るものの、昆布を1晩水に漬けておくだけでいいというその手軽さから水出しのほうを好むものもいる。出汁として使用するほか、美容や健康のために飲用する。なお、昆布出汁にはアルギン酸やフコダインなどの水溶性食物繊維、ビタミンB1、ビタミンB2、ヨード、うまみによって塩分の摂取を抑制できるグルタミン酸などが含まれている。

## 出汁がらの利用法
出汁をとった後の昆布は、砂糖と醤油で煮て佃煮にする、細かくして鰹節やゴマなどと合わせて味付けし“ふりかけ”にする、煮物の具にするなどの方法がある。なお、北海道の食文化においては出汁をとった後の昆布はそのまま捨ててしまうことも多い。